# Gallia Belgica
Gallia Belgica provincia (tartomány) volt a Római Birodalomban, amely a mai Hollandia déli részét, Belgiumot, Luxemburgot, Franciaország északkeleti részét, és Németország nyugati részét fedte.
Gallia Belgica bennszülött lakossága keltákból állt és a gyakran belgáknak (Belgae) nevezett germán törzsekből. Julius Caesar szerint Gallia más részei és Belgica közt a mai Marne és Szajna folyók alkották a határt, Germániával pedig a Rajna.
Az 1. században Gallia tartományi felosztását átalakították. Gallia Belgica északi részének új neve Germania Inferior lett, a keleti részé Germania Superior, a maradék Gallia Belgica déli határát pedig kitolták. Az így átalakult provincia tartalmazta Reims városát is. Ez az új felosztás már nagyjából megegyezik a mai Hollandia, Németország és Belgium határaival.
Az eredeti provincia felölelte régió lett az 5. században I. Klodvig frank király' Meroving királyságának a központi területe, a 8. században pedig a Karoling birodalom szíve.